# Paralelo 60 sur
El paralelo 60 Sur es un paralelo que está 60 grados al sur del plano ecuatorial de la Tierra. Marca el límite norte del océano Antártico, y no atraviesa tierra firme.
A esta latitud el día dura 5 horas con 52 minutos en el solsticio de junio y 18 horas con 52 minutos en el solsticio de diciembre.

## Dimensiones
Conforme el sistema geodésico WGS 84, en el nivel de latitud 60°S, un grado de longitud equivale a 55,8 km; la extensión total del paralelo es por lo tanto 20.088 km, cerca de 50% de la extensión del ecuador, de la cual ese paralelo dista 6.654 km, distando 3.348 km del polo sur.

## Cruzamientos
Comenzando por el meridiano de Greenwich y tomando la dirección este, el paralelo 60 sur pasa sucesivamente por:
| País, territorio o mar              | Notas |
| ----------------------------------- | --- |
| Océano Atlántico / Océano Antártico | |
| Océano Índico / Océano Antártico    | |
| Océano Pacífico / Océano Antártico  | |
| Pasaje de Drake                     | Entre América del Sur y la Antártida |
| Océano Atlántico / Océano Antártico | Pasa al norte de las Islas Shetland del Sur Pasa al norte de las Islas Orcadas del Sur Pasa al sur de las islas Tule del Sur de las islas Sandwich del Sur |

## Frontera
Ese paralelo fue definido de forma arbitraria como la frontera norte del océano Antártico, así como también de la Antártida, conforme ese continente es definido por el Tratado de la Antártida. En la práctica la llamada Convergencia Antártica, zona limítrofe entre aguas frías y aguas calientes, oscila entre las latitudes de 48° y 61° Sur.